# Copenaghen Open 2000 - Qualificazioni singolare
Le qualificazioni del singolare  del Copenaghen Open 2000 sono state un torneo di tennis preliminare per accedere alla fase finale della manifestazione. I vincitori dell'ultimo turno sono entrati di diritto nel tabellone principale. In caso di ritiro di uno o più giocatori aventi diritto a questi sono subentrati i lucky loser, ossia i giocatori che hanno perso nell'ultimo turno ma che avevano una classifica più alta rispetto agli altri partecipanti che avevano comunque perso nel turno finale.
Le qualificazioni del torneo Copenaghen Open 2000 prevedevano 32 partecipanti di cui 4 sono entrati nel tabellone principale.

## Teste di serie
1. Assente
2. Wayne Black (ultimo turno)
3. Michael Kohlmann (primo turno)
4. Cristiano Caratti (primo turno)

1. Assente
2. Michael Russell (secondo turno)
3. Radek Štěpánek (primo turno)
4. Andy Fahlke (secondo turno)

## Qualificati
1. Filip Dewulf
2. Ivo Heuberger

1. Ville Liukko
2. Petr Luxa

## Tabellone

### Legenda
| - Q = Qualificato - WC = Wild card - LL = Lucky loser | - ALT = Alternate - SE = Special Exempt - PR = Protected Ranking | - w/o = Walkover - r = Ritirato - d = Squalificato |

### Sezione 1
|  | Primo turno      | Primo turno      | Primo turno      | Primo turno | Primo turno |  |  | Secondo turno   | Secondo turno   | Secondo turno   | Secondo turno   | Secondo turno   |   |   | Ultimo turno | Ultimo turno | Ultimo turno | Ultimo turno | Ultimo turno |  |
|  |                  |                  |                  |             |             |  |  |                 |                 |                 |                 |                 |   |   |              |              |              |              |              |  |
|  | Karsten Braasch  | Karsten Braasch  | Karsten Braasch  | 6           | 7           |  |  |                 |                 |                 |                 |                 |   |   |              |              |              |              |              |  |
|  | Leoš Friedl      | Leoš Friedl      | Leoš Friedl      | 1           | 5           |  |  | Karsten Braasch | Karsten Braasch | Karsten Braasch | 3               | 1               |   |   |              |              |              |              |              |  |
|  | Filip Dewulf     | Filip Dewulf     | Filip Dewulf     | 6           | 6           |  |  | Filip Dewulf    | Filip Dewulf    | Filip Dewulf    | 6               | 6               |   |   |              |              |              |              |              |  |
|  | Geoff Grant      | Geoff Grant      | Geoff Grant      | 2           | 1           |  |  |                 |                 |                 |                 |                 |   |   | Filip Dewulf | Filip Dewulf | Filip Dewulf | 6            | 6            |  |
|  | Dirk Dier        | Dirk Dier        | Dirk Dier        | 6           | 6           |  |  |                 |                 | Jan Boruszewski | Jan Boruszewski | Jan Boruszewski | 4 | 4 |              |              |              |              |              |  |
|  | Johan Settergren | Johan Settergren | Johan Settergren | 4           | 3           |  |  | Dirk Dier       | Dirk Dier       | Dirk Dier       | 4               | 3               |   |   |              |              |              |              |              |  |
|  |                  | Jan Boruszewski  | Jan Boruszewski  | 6           | 7           |  |  | Jan Boruszewski | Jan Boruszewski | Jan Boruszewski | 6               | 6               |   |   |              |              |              |              |              |  |
|  | 7                | Radek Štěpánek   | Radek Štěpánek   | 1           | 5           |  |  |                 |                 |                 |                 |                 |   |   |              |              |              |              |              |  |

### Sezione 2
|  | Primo turno   | Primo turno        | Primo turno     | Primo turno | Primo turno |  |  | Secondo turno | Secondo turno | Secondo turno | Secondo turno | Secondo turno |   |   | Ultimo turno | Ultimo turno | Ultimo turno | Ultimo turno | Ultimo turno |  |
|  |               |                    |                 |             |             |  |  |               |               |               |               |               |   |   |              |              |              |              |              |  |
|  | 2             | Wayne Black        | Wayne Black     | 6           | 6           |  |  |               |               |               |               |               |   |   |              |              |              |              |              |  |
|  |               | Johan Van Herck    | Johan Van Herck | 3           | 2           |  |  | 2             | Wayne Black   | 5             | 6             | 6             |   |   |              |              |              |              |              |  |
|  | Jan Hernych   | Jan Hernych        | 64              | 6           | 6           |  |  |               | Jan Hernych   | 7             | 1             | 2             |   |   |              |              |              |              |              |  |
|  | Martin Sinner | Martin Sinner      | 7               | 3           | 3           |  |  |               |               |               |               |               |   |   | 2            | Wayne Black  | Wayne Black  | 4            | 1            |  |
|  | Ivo Heuberger | Ivo Heuberger      | Ivo Heuberger   | 7           | 6           |  |  |               |               |               | Ivo Heuberger | Ivo Heuberger | 6 | 6 |              |              |              |              |              |  |
|  | Nuno Marques  | Nuno Marques       | Nuno Marques    | 64          | 3           |  |  |               | Ivo Heuberger | 3             | 6             | 6             |   |   |              |              |              |              |              |  |
|  | 8             | Andy Fahlke        | 64              | 6           | 6           |  |  | 8             | Andy Fahlke   | 6             | 2             | 3             |   |   |              |              |              |              |              |  |
|  |               | Jan Frode Andersen | 7               | 4           | 4           |  |  |               |               |               |               |               |   |   |              |              |              |              |              |  |

### Sezione 3
|  | Primo turno     | Primo turno         | Primo turno     | Primo turno | Primo turno |  |  | Secondo turno       | Secondo turno       | Secondo turno       | Secondo turno | Secondo turno |   |   | Ultimo turno        | Ultimo turno        | Ultimo turno | Ultimo turno | Ultimo turno |  |
|  |                 |                     |                 |             |             |  |  |                     |                     |                     |               |               |   |   |                     |                     |              |              |              |  |
|  |                 | Marcelo Charpentier | 3               | 6           | 6           |  |  |                     |                     |                     |               |               |   |   |                     |                     |              |              |              |  |
|  | 3               | Michael Kohlmann    | 6               | 3           | 0           |  |  | Marcelo Charpentier | Marcelo Charpentier | Marcelo Charpentier | 6             | 6             |   |   |                     |                     |              |              |              |  |
|  | Bob Borella     | Bob Borella         | Bob Borella     | 6           | 6           |  |  | Bob Borella         | Bob Borella         | Bob Borella         | 2             | 0             |   |   |                     |                     |              |              |              |  |
|  | Jan Hermansson  | Jan Hermansson      | Jan Hermansson  | 2           | 3           |  |  |                     |                     |                     |               |               |   |   | Marcelo Charpentier | Marcelo Charpentier | 6            | 3            | 5            |  |
|  | Ville Liukko    | Ville Liukko        | Ville Liukko    | 6           | 7           |  |  |                     |                     | Ville Liukko        | Ville Liukko  | 0             | 6 | 7 |                     |                     |              |              |              |  |
|  | Robin Söderling | Robin Söderling     | Robin Söderling | 1           | 5           |  |  |                     | Ville Liukko        | 6                   | 3             | 7             |   |   |                     |                     |              |              |              |  |
|  | 6               | Michael Russell     | Michael Russell | 6           | 6           |  |  | 6                   | Michael Russell     | 3                   | 6             | 5             |   |   |                     |                     |              |              |              |  |
|  |                 | Christian Vinck     | Christian Vinck | 3           | 1           |  |  |                     |                     |                     |               |               |   |   |                     |                     |              |              |              |  |

### Sezione 4
|  | Primo turno         | Primo turno         | Primo turno         | Primo turno | Primo turno |  |  | Secondo turno       | Secondo turno       | Secondo turno    | Secondo turno | Secondo turno |   |   | Ultimo turno     | Ultimo turno     | Ultimo turno | Ultimo turno | Ultimo turno |  |
|  |                     |                     |                     |             |             |  |  |                     |                     |                  |               |               |   |   |                  |                  |              |              |              |  |
|  |                     | Daniel Elsner       | Daniel Elsner       | 6           | 6           |  |  |                     |                     |                  |               |               |   |   |                  |                  |              |              |              |  |
|  | 4                   | Cristiano Caratti   | Cristiano Caratti   | 1           | 4           |  |  | Daniel Elsner       | Daniel Elsner       | Daniel Elsner    | 4             | 2             |   |   |                  |                  |              |              |              |  |
|  | Vladimir Volčkov    | Vladimir Volčkov    | Vladimir Volčkov    | 6           | 6           |  |  | Vladimir Volčkov    | Vladimir Volčkov    | Vladimir Volčkov | 6             | 6             |   |   |                  |                  |              |              |              |  |
|  | Grant Doyle         | Grant Doyle         | Grant Doyle         | 3           | 4           |  |  |                     |                     |                  |               |               |   |   | Vladimir Volčkov | Vladimir Volčkov | 6            | 5            | 5            |  |
|  | Frederik Fetterlein | Frederik Fetterlein | Frederik Fetterlein | 6           | 6           |  |  |                     |                     | Petr Luxa        | Petr Luxa     | 3             | 7 | 7 |                  |                  |              |              |              |  |
|  | Jan Weinzierl       | Jan Weinzierl       | Jan Weinzierl       | 2           | 1           |  |  | Frederik Fetterlein | Frederik Fetterlein | 4                | 6             | 2             |   |   |                  |                  |              |              |              |  |
|  | Petr Luxa           | Petr Luxa           | 6                   | 4           | 6           |  |  | Petr Luxa           | Petr Luxa           | 6                | 4             | 6             |   |   |                  |                  |              |              |              |  |
|  | Ionuț Moldovan      | Ionuț Moldovan      | 4                   | 6           | 2           |  |  |                     |                     |                  |               |               |   |   |                  |                  |              |              |              |  |